# 羅齊爾冰川
羅齊爾冰川（英語：Rozier Glacier），是南極洲的冰川，位於葛拉漢地的丹科海岸，最終在索菲崖以北注入威爾米納灣，由比利時探險隊繪入地圖，現時由南極條約體系管理。